# Schinus montanus
Schinus montanus är en sumakväxtart som först beskrevs av Rodolfo Amando Philippi, och fick sitt nu gällande namn av Adolf Engler. Schinus montanus ingår i släktet Schinus och familjen sumakväxter. Inga underarter finns listade i Catalogue of Life.